# Burcht van Mardakan
De Burcht van Mardakan is een kasteel in het dorp Mardakan, op het schiereiland Apsjeron in Azerbeidzjan, die deel uitmaakt van een aantal vestingen op het schiereiland. Het is waarschijnlijk in de 14e eeuw gebouwd en ligt op 2,5 kilometer van de Kaspische Zee.
De binnenplaats van het kasteel is 28 bij 25 meter groot, de omliggende zes meter hoge muren vormen bijna een vierkant. Op de hoeken zijn basteien gebouwd. Op de binnenplaats bevinden zich een aantal waterputten. In het midden van de binnenplaats is er een 22 meter hoge woontoren met vijf verdiepingen. De wenteltrap begint twee meter boven de begane grond. De hoge muren en de woontoren zijn voorzien van schietgaten en afgewerkt met kroonlijsten. De woontoren, versierd met kroonlijsten, heeft op de hoeken vier ronde basteien.